# ناركوئية (خبر بافت)
ناركوئیة (بالفارسية: نارکوئیه) هي قرية تقع في إيران في Khabar Rural District. يقدر عدد سكانها بـ 35 نسمة .